# Museo de Cultura Popular
El Museo de Cultura Popular es un museo en la Provincia de Heredia de Costa Rica, ubicado en el distrito de Santa Lucía del cantón de Barva. Está albergado en la antigua casa del presidente costarricense Alfredo González Flores y está construida en Bahareque, un sistema de construcción  a partir de palos o cañas entretejidos y barro recubriéndolos.
Fue creado en 1990 por decreto ejecutivo número 19794-c del 6 de agosto de 1990 y sus instalaciones abrieron al público en febrero de 1994; fue declarado patrimonio arquitectónico en 1990.
La casa del Museo, construida entre 1885 y 1887, es representativa de la arquitectura tradicional del Valle Central de Costa Rica. Los espacios interiores y exteriores exhiben la colección de objetos de uso doméstico, los muebles y herramientas de trabajo que recrean la vida cotidiana de fines del siglo XIX y primeras décadas del siglo XX. 
El museo tiene una variedad de exhibiciones relacionadas al periodo de transición de finales del siglo XIX a principios del siglo XX en la sociedad costarricense, demostrando la moda y cultura popular durante este período. 
El museo también cuenta con un pequeño cafetal familiar, tienda con reproducción de juguetes y artículos de la época, vivero, salón multiuso, restaurante con comidas típicas y colección antigua de máscaras. 
Esta institución también ofrece talleres donde los visitantes pueden elaborar recetas fáciles y tradicionales de la cultura costarricense, como pan asado en horno de barro, pestiños, cocadas, tortillas de maíz en comal y roscas de maíz. Aparte de realizar varias actividades culturales para todo el público en general, entre ellas charlas, obras teatrales, musicales y bailables, talleres, veladas,   mascaradas y el muy concurrido y tradicional Rezo del Niño.
El museo es gestionado por la Universidad Nacional de Costa Rica.